# Аргентинская философия
Аргентинская философия — философская мысль в Аргентине.

## XVI век
Преобладала схоластика. Иезуиты, мерседарии и доминиканцы рассматривали философию в качестве вспомогательной дисциплины к теологии.

## XVII век
По-прежнему обучение ведётся в духе схоластики, появляется несколько независимых мыслителей. В Национальном университете Кордовы на факультете искусств изучали логику, физику и метафизику, на факультете теологии изучали этику и теологию.

## XVIII век
Характерна критика схоластики и соответствующей метафизики. Известный теолог и философ-эклектик Масиэль, испытавший влияние эпохи Просвещения во Франции, читал лекции в Национальном колледже Буэнос-Айреса. Хосе Леон Банегас (1777—1856) — яркий представитель спиритуализма времени Росаса. Пенталеон Риварола читал лекции по метафизике в колледже Сан-Карлоса.

## XIX век
В начале XIX века у поколения Майской революции ещё выражены идеи Просвещения. Следующее поколение, напротив, характеризует приверженность романтизму, движению более реалистичному, практичному и свободолюбивому. В 1870-е годы распространяется эклектичный спиритуализм. В 1880-е годы развивается позитивизм, из которого затем культивируется сциентизм.

## XX век
- 1912 — Алехандро Корн опубликовывает сочинение «Философские влияния на национальную эволюцию» (исп. Influencias filosóficas en la evolución nacional). В Университете Буэнос-Айреса издаётся студенческий философский журнал Verbum.
- 1913 — Хосе Инхеньерос опубликовывает сочинение «Средний человек» (исп. El hombre mediocre).
- 1917 — Хосе Инхеньерос опубликовывает «К морали без догм» (исп. Hacia una moral sin dogma).
- 1918 — Таборда публикует труд «Политический идеал философии» (исп. El ideal político de la filosofía). Корн и Альберини основывают Colegio Novecentista.
- 1921 — Кориолано Альберини публикует «Axiogenia» (аксиогенез), и в 1923 г. издаёт журнал Valoraciones.
- 1927 — создание Института философии на базе факультета философии и гуманитарных наук Университета Буэнос-Айреса.
- 1929 — основано Общество кантианцев, продолжающее традицию «Colegio Novecentista».
- 1935 — Анхель Васальо публикует «Похвальные речи о научном труде» (исп. Elogios de la vigilia).
- 1936 — Карлос Астрада публикует «Феноменологический идеализм и экзистенциальная метафизика» (исп. Idealismo fenomenológico y metafísico existencial). Анибаль Санчес Реулет опубликовывает Обзор философский идей в Испанской Америке (исп. Panorama de las ideas filosóficas en Hispanoamérica). Высшая коллегия общества Иисуса публикует Брошюру библиотеки и библиографический бюллетень латиноамериканской философии (исп. Fascículos de la biblioteca y Boletín bibliográfico de filosofía latinoamericana).
- 1938 — основан факультет философии и гуманитарных наук в Тукумане. Франсиско Ромеро руководит изданием серии книг по философии в Editorial Estrada, начиная с Библиотеки ибероамериканской философии (исп. Biblioteca iberoamericana de filosofía).
- 1939 — открытие Национального университета Куйо, в его составе факультета философии и гуманитарных наук.
- 1940 — основание факультета философии и гуманитарных наук в Кордобе.
- 1941 — Франсиско Ромеро публикует сочинение «Современная философия» (исп. Filosofía contemporánea).
- 1944 — появление журнала Ciencia y Fe.
- 1953 — Кориолано Альберини публикует «Происхождение и развитие философской мысли в Аргентине» (исп. Génesis y evolución del pensamiento filosófico argentino).
- 1954 — Артуро Мильян Пуэльес, испанский философ, преподаёт средневековую философию и метафизику в Мендосе. На основании прочитанных лекций издаёт в Мадриде «Основы философии» (исп. Fundamentos de filosofía).
- Мануэль Касас опубликовывает «Введение в философию» (исп. Introducción a la filosofía).
- 1956 — Октавио Дериси издаёт «Трактат о экзистенциализме и томизме» (исп. Tratado de existencialismo y tomismo).